# The Last Samurai
The Last Samurai is een Amerikaanse film uit 2003, geregisseerd door Edward Zwick met Tom Cruise in de hoofdrol. In Nederland en België ging de film in januari 2004 in première. 
De muziek is van Hans Zimmer. De film tekent zich door plaatjes van het natuurrijke Japan, hoewel het grotendeels in Nieuw-Zeeland gedraaid is.
De Satsuma-opstand diende als basis voor de film, hoewel het verhaal voor de film sterk is aangepast.

## Verhaal
De verlopen U.S. Army Captain Nathan Algren (Tom Cruise) wordt door zijn voormalig overste, Colonel Bagley (Tony Goldwyn) meegevraagd om in het zich moderniserende Japan te helpen een leger op touw te zetten, onder impuls van de machtige politicus en zakenman Omura (Masato Harada), die zijn machtspositie uit wil breiden. Daarbij staan enkele rebellerende samoerai, onder leiding van Minister Matsumoto (Ken Watanabe) hem in de weg. Indien de Amerikanen hem willen bijstaan en het leger formeren, zou Omura de Amerikanen helpen een zeer lucratief handelsverdrag te sluiten met keizer Meiji (Shichinosuke Nakamura). Algren, in geldnood, aanvaardt het voorstel, met als bonus Bagley 'gratis' om te brengen. 
In Japan toont Algren zich een ruwe drilmeester die met onorthodoxe manieren aantoont dat het leger nog verre van klaar is de strijd aan te binden ondanks aandringen van Omura die de rebellie zo snel mogelijk de kop ingedrukt wil zien. Toch wordt het leger ingezet, met vreselijke gevolgen: de samoerai decimeren het leger in geen tijd. Algren vecht als een leeuw, daarbij zonder het te weten een visioen van rebellenleider Katsumoto uit doen komend. Zwaargewond wordt Algren gevangengenomen, terwijl de Japanse officier, die het gevecht enkel vanaf de zijlijn had gevolgd, Seppuku (of harakiri, rituele zelfmoord) pleegt. Gedurende weken vecht Algren tegen zijn verwondingen en de bijbehorende deliria, waarbij hij zich de strijd met Generaal Custer herinnert en hoe het zijn leven voorgoed veranderde. Pas later is hij voldoende ontnuchterd en aangesterkt om terug rond te lopen en met Katsumoto ettelijke gesprekken heeft. Hoewel hij eerst zeer strijdvaardig overkomt ten aanzien van zijn bewakers en de overige samoerai, begint Algren hun cultuur, taal en gebruiken eigen te maken en begint de logica achter zijn originele opdracht in twijfel te trekken. Zelfs jegens zijn gastvrouw Taka (Koyuki Kato) begint hij zich beter te gedragen, zelfs wanneer Algren te horen krijgt dat het haar echtgenoot was die hij gedood had. 
Tijdens zijn verblijf leert Algren ook de krijgskunde van de Japanners en tot ieders verbazing slaagt hij er zelfs in een gelijkspel tegen Katsumoto's beste krijger af te dwingen, en biedt hij zijn verontschuldigingen aan bij Taka, die echter meer moeite heeft met de westerse gewoonten te vatten dan Algren de hare. 
Bij het ontluiken van de lente laat Katsumoto weten dat hij ontboden is door de keizer en vraagt Algren mee te gaan om hem in Tokio vrij te laten, hem niet langer als een vijand beschouwend. De avond voor het vertrek nemen allen nog deel aan een Japanse mime-toneelstuk, wanneer ze door in zwartgeklede figuren overvallen worden: Ninja. Algren springt mee in de bres en, gewapend met de katana die aan de dode echtgenoot toebehorend van Taka (die haar oudste zoontje eerst zelf wilde hanteren), weet hij Taka en de kinderen van een wisse dood te redden.
In Tokio, enkele dagen later, valt op hoezeer de situatie veranderd is: Algren weigert een drankje (omdat hij discipline heeft geleerd bij de samoerai) van Omura en overweegt te vertrekken, niet langer in zijn missie gelovend. Sterker nog, wanneer hij ziet hoe ze Nobutada (Shin Koyomada) behandelen, en hoort hoe Matsumoto door Omura te schande wordt gemaakt, besluit hij in actie te komen. En op tijd ook, want Omura wil Katsumoto uitschakelen door hem seppuku te laten plegen. Met een list en na, in een flitsend duel met diverse van Omura's handlangers, van de diensten van Simon Graham (Timothy Spall) zich verzekerend van toegang tot Kastumoto te bekomen, weten ze de gevallen samoerai te bevrijden, echter met een hoge prijs, want Nobutada sneuvelt in een wanhopige poging zijn vader te ontzetten. 
Terug in hun dorp, maken de samoerai zich gevechtsklaar. Algren wacht een verrassing: Taka, in traditionele kimono, biedt aan het rode harnas van wijlen haar echtgenoot aan hem toe te kennen en begint hem in de ingewikkelde kledij en pantser te helpen, hierbij enkele gestolen momenten van liefde (en een kus) delend. Tot ieders goedkeuring komt Algren zich in de wapenrusting bij de groep aansluiten, als Katsumoto hem nog een geschenk toekent: een gloednieuwe katana, met een Japans opschrift, dat, volgens Katsumoto de 'verbintenis tussen Oost en West: de oude wegen die voortzetten in de nieuwe' betekent. 
In een veld enkele kilometers verderop treffen beide kampen elkaar: Omura en Bagley (met de eerste in een naar Unionistische stijl aangemeten uniform) en Katsumoto en Algren. Er kan geen vergelijk komen, dus wordt het met de wapens beslecht. Omura laat beschieten met artillerie, wat uiteindelijk de rebellen lijkt te verjagen. Overmoedig ordert Omura de grondtroepen in achtervolging, die echter over de heuvelrug in een goed voorbereide val lopen en haast allemaal van kant worden gemaakt. De rebellen begrijpen dat ze niet meer kunnen winnen, maar doen dan toch een laatste poging. Ze galopperen in de richting van de kanonnen, maar worden (voor ze die net bereiken) kansloos neergeschoten met het snelvuurgeschut dat Omura uit Amerika heeft laten komen. Katsumoto, dodelijk gewond, vraagt Algren hem eervol te helpen sterven, gebruikmaken van diens wakizachi. Juist als hij sterft ziet Katsumoto de perfecte bloesem...
Enkele dagen later vraagt een nagenoeg herstelde Algren audiëntie bij de keizer en, ten aanzien van alle aanwezigen, krijgt hij de keizer eindelijk zover dat deze zelf reageert en zowel Omura als de Amerikaanse ambassadeur op hun plaats laat zetten. Aan Algren vraagt keizer Meiji tot slot hoe Katsumoto stierf. In respect voor de tradities antwoordt Algren dat hij de keizer zal vertellen hoe Katsumoto heeft geleefd.
De film eindigt met Algren die terugkeert naar het dorp van Katsumoto, tot verbazing van allen, maar tot het geluk van Taka en haar kinderen.

## Rolverdeling
| Ken Watanabe          | Katsumoto      |
| Tom Cruise            | Nathan Algren  |
| Shichinosuke Nakamura | Keizer Meiji   |
| Masato Harada         | Omura          |
| Timothy Spall         | Simon Graham   |
| Billy Connolly        | Zebulon Grant  |
| Tony Goldwyn          | Kolonel Bagley |
| Hiroyuki Sanada       | Ujio           |
| Koyuki Kato           | Taka           |

## Muziek
De originele filmmuziek The Last Samurai werd gecomponeerd door Hans Zimmer.